# محاسبه عدم قطعیت
محاسبه عدم قطعیت (به انگلیسی: Uncertainty analysis) به روشی گفته می‌شود که برای یافتن عدم قطعیت در متغییرها کاربرد دارد و بیشتر برای مسائلی که نیاز به تصمیم‌گیری دارند به کاربرده می‌شود به عبارت دیگر محاسبه عدم قطعیت در عددی کردن عدم قطعیت موجود در مسائل کمک می‌کند.